# Serile în cătunul de lângă Dikanka
Serile în cătunul de lângă Dikanka sau Serile în cătunul de lângă Dicanca (în rusă «Вечера на хуторе близ Диканьки») este o culegere de povestiri scrise de Nikolai Gogol în 1829–1832. Au apărut în diverse reviste și au fost publicate sub formă de carte, atunci când Gogol avea douăzeci și doi de ani. Scriitorul s-a născut în satul Velîki Sorociînți de lângă Poltava și și-a petrecut viața în Ucraina până la nouăsprezece ani. Și-a pus primele impresii și amintirile copilăriei în aceste imagini ale vieții de țăran. Într-o serie de scrisori adresate mamei sale, el i-a cerut descrieri ale obiceiurilor din sat, ale hainelor, ale superstițiilor și să-i prezinte povestiri vechi. Aceste informații au fost utilizate de Gogol ca surse primare.
Povestirile din Serile în cătunul de lângă Dikanka au fost adaptate de mai multe ori ca filme, seriale TV sau animații.

## Povestiri
Volumul Serile în cătunul de lângă Dikanka este separat în două părți cu câte patru povestiri fiecare. Prima versiune în limba română este traducerea din limba rusă din 2019 de la Editura Polirom de Alexandru Cosmescu și Igor Crețu, iar a doua versiune este  traducerea din limba rusă din 1954 de la Editura Cartea Rusă de Al. Teodoreanu, Anda Boldur și Ada Steineberg.
Часть первая [Chast' pervaya], Partea întâi („Predoslovie)
1. Сорочинская ярмарка [Sorochinskaya yarmarka], „Iarmarocul din Sorocinți” sau „Iarmarocul de la Sorocinți”
2. Вечер накануне Ивана Купала [Vecher nakanune Ivana Kupala], „Seara în ajunul lui Ivan Kupala” sau „Seara în Ajun de Ivan Cupala”
3. Майская ночь, или Утопленница [Mayskaya noch', ili Utoplenitsa], „O noapte de mai sau înecata”  sau „O noapte de mai, sau înecata”
4. Пропавшая грамота [Propavshaya gramota], „Hrisovul pierdut”  sau „Răvașul pierdut”

Часть вторая [Chast' vtoraya], Partea a doua
1. Ночь перед Рождеством [Noch' pyered Rozhdestvom], „Noaptea din ajunul Crăciunului”  sau „În noaptea de Ajun”
2. Страшная месть [Strashnaya myest'], „Fioroasa răzbunare”  sau „O răzbunare cumplită”
3. Иван Фёдорович Шпонька и его тётушка [Ivan Fyodorovich Shpon'ka i yevo tyotushka], „Ivan Feodorovici Șponka și mătușica lui” sau „Ivan Feodorovici Șponca și mătușica sa”
4. Заколдованное место [Zakoldovannoye myesto], „Locul vrăjit” sau „Locul fermecat”

## Semnificație

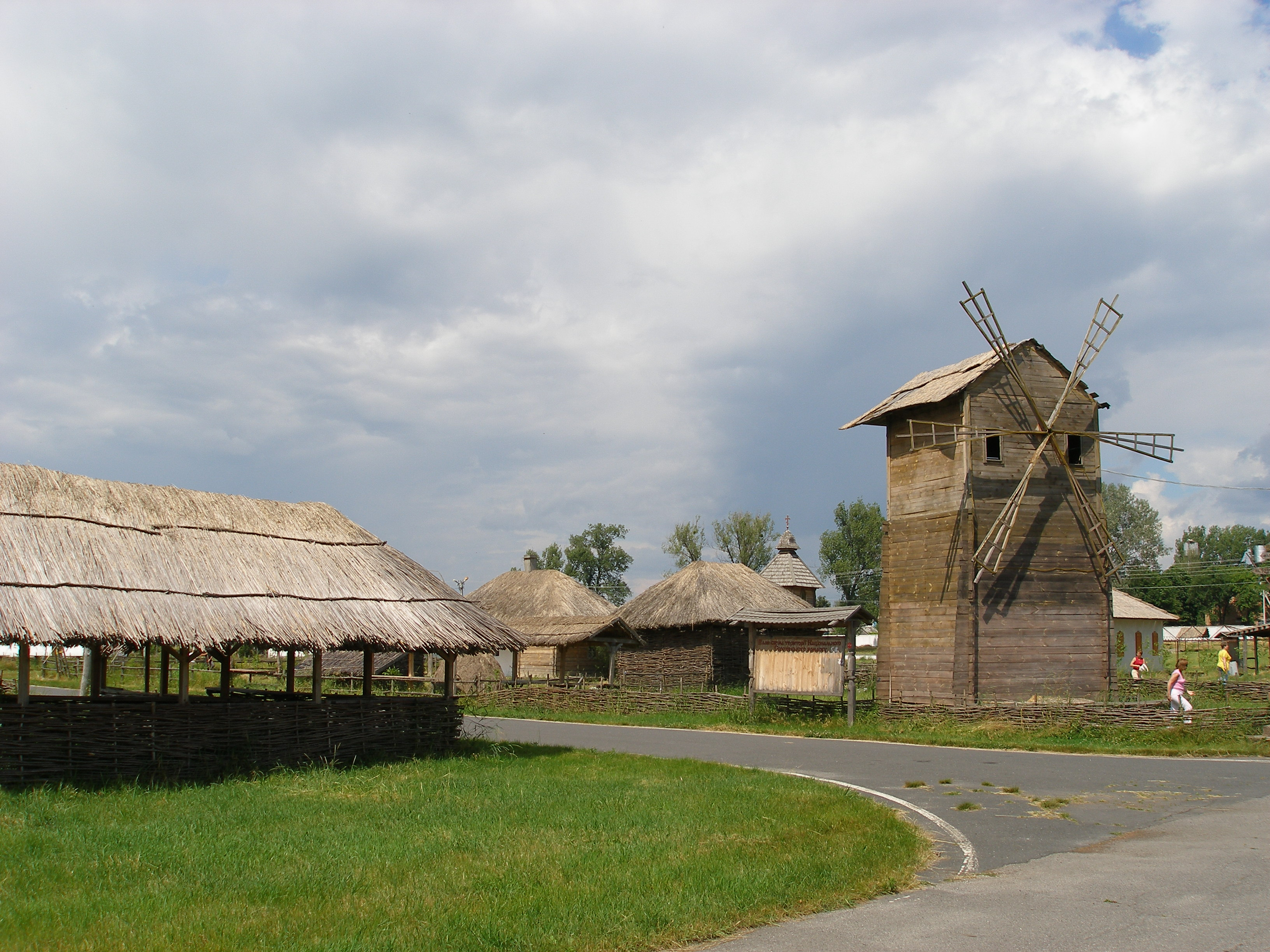
Iarmarocul din Sorocinți

Aceasta a fost lucrarea de bază a lui Gogol, deși nu a fost prima a sa, și a format nucleul stilului său, în special simțul său macabru. Această colecție a dovedit că el este o nouă putere în literatura rusă, cu o inovație unică și o amestecare atentă a oribilului și a umorului. Alexandr Pușkin a avut o influență puternică asupra acestei colecții, care prezintă referințe la Ucraina, unde Gogol și-a petrecut primii ani ai vieții. Poveștile au o mulțime de legături cu folclorul și referințele culturale ucrainiene, oferind o perspectivă unică asupra vieții la țară din perioada vieții lui Gogol.  
Structura narativă întâlnită în această colecție a devenit caracteristică scrierii ulterioare a lui Gogol, găsită în lucrări precum Suflete moarte.  
Volumul Serile în cătunul de lângă Dikanka i-a adus lui Gogol faima care l-a pus într-o poziție proeminentă în cercul literar rus și, în plus, i-a netezit calea pentru lucrările viitoare.

## Primire
Dmitri Bîkov spune despre volumul Serile în cătunul de lângă Dikanka că deși este scris în limba rusă, păstrează melodia vorbirii ucrainiene. În general, aceasta este principala carte a literaturii din Ucraina”.
Aleksandr Pușkin a afirmat „Acum am citit Serile în cătunul de lângă Dikanka. M-au uimit. Iată o adevărată înflăcărare, sinceră, retrasă, fără prudență, fără rigiditate. Și în unele locuri, ce poezie!... Toate acestea sunt atât de neobișnuite în literatura noastră actuală, încât nici acum nu mi-am venit în fire...”

## Prefață
Prefața primei ediții a fost scrisă în 1831. Fiecare dintre segmentele volumului s-au bazat pe folclorul ucrainean și prezintă elemente comice și au un narator obligatoriu, apicultorul Rudi Panko Roșcatul (în rusă пасичник Рудый Панько), care prezintă poveștile cititorului. 
Această scurtă secțiune îl prezintă pe apicultorul Rudi Panko, care începe să-și prezinte sarcina de a informa cititorul despre câteva povești minunate pe care le-a auzit. Vorbește foarte bine și se adresează personal cititorului, de parcă ar sta în fața lui la masa de cină sau lângă satul său. El vorbește despre seninătatea plăcută a vieții țărănești și menționează petreceri fastuoase. El afirmă că nimeni nu poate spune povești precum Rudi Panko. Numele său înseamnă „roșu” în limba ucraineană și este o poreclă, făcând din nou ca totul să pară informal și personal, deoarece naratorul folosește un nume personal. În cele din urmă, el este prins în discuția despre evenimente lumești dar se oprește pentru a putea continua poveștile sale fantastice. Poveștile principale încep după această secțiune.

## Adaptări

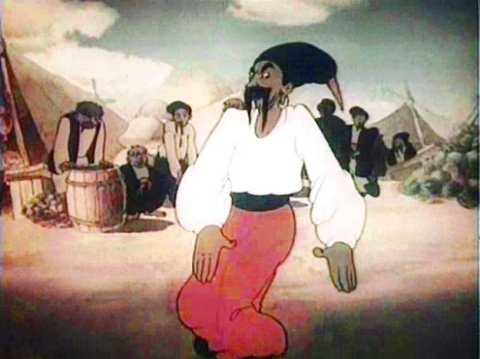
Imagine cu cazacul din Hrisovul pierdut (1945)

Povestirile din Serile în cătunul de lângă Dikanka au fost adaptate de mai multe ori ca de exemplu:
- Hrisovul pierdut (1945), animație a surorilor Brumberg (Zinaida și Valentina)
- O noapte de mai sau înecata (Майская ночь, или Утопленница, Maiskaya noch, ili utoplennitsa, 1952)
- Noaptea dinaintea Crăciunului (Vechera na khutore bliz Dikanki, 1961)
- Serile la o fermă de lângă Dikanka (2001)
- Seria Gogol
  - Gogol. Începutul (2017)
  - Gogol. Vii (2018)
  - Gogol. Răzbunare de groază (2018)

De asemenea, volumul a inspirat o serie de jocuri video omonimă (2005 - 2006).